# Ер (Атлантски океан)
Ер (фр. Eyre) је река у Француској. Дуга је 116 km. Улива се у Атлантски океан. 